# Damir Burić
Damir Burić (Pula, Istria, Croacia; 2 de diciembre de 1980) es un waterpolista croata.

## Trayectoria
Internacional con la selección de waterpolo de Croacia. Ha participado en los Juegos Olímpicos de Atenas 2004, Pekín 2008, en Londres 2012, donde ganó la medalla de oro y en Río de Janeiro 2016, donde ganó la medalla de plata. Ha sido también campeón de Europa (2010) y del Mundo (2007).